# (2340) Hathor
(2340) Hathor est un astéroïde Aton qui fut découvert le 22 octobre 1976 par Charles Kowal au Mont Palomar.
Il s'approchera à moins de 30 millions de km de la Terre, soit environ 80 distances lunaires, 17 fois au cours du XXIe siècle. Il est classé comme potentiellement dangereux.

## Nom
Connue comme étant une déesse céleste et la sœur de Rê, Hathor est également identifiée à Aphrodite. Le nom fut proposé par E. Helin, qui découvrit indépendamment l'objet et fit également des observations décisives pour le retrouver en 1981.